# Автолик
Автолик (др.-греч. Αὐτόλῠκος, «самостоятельный волк») — персонаж древнегреческой мифологии, сын Гермеса, живший на горе Парнас. Был известен как выдающийся хитрец и вор. Через свою дочь Антиклею стал дедом Одиссея, которому дал имя. По одной из версий мифа, участвовал в плавании аргонавтов. Стал главным героем утраченной сатировской драмы Еврипида.

## В мифологии
Отцом Автолика античные авторы называют бога Гермеса. Эта версия впервые фигурирует, по-видимому, у Ферекида (VI век до н. э.), и Гомер о ней ничего не знает, хотя в «Одиссее» Гермес и Автолик взаимодействуют. Матерью героя, по данным разных источников, была дочь Дедалиона Хиона, дочь Деиона Филонида, дочь речного бога Пенея Стилба. При этом, согласно одной из версий, Хиона последовательно делила ложе с Гермесом и Аполлоном, после чего родила двойню: от первого бога родился Автолик, от второго — Филаммон. Существуют альтернативные генеалогии, в которых в роли отца фигурируют Дедалион и царь Афин Эрихтоний.
Имя Автолик означает «олицетворение волка» или «сам волк». Этот герой был своеобразным двойником Гермеса в качестве покровителя воров. От бога он получил умение перевоплощаться и принимать любой облик, делать предметы невидимыми или изменять их до неузнаваемости. Гермес позволил Автолику ложно клясться его именем, но тот в любом случае клялся так ловко, что потом мог не выполнять свои клятвы, не нарушая их формально. За всё это его называли «хитрейшим из эллинов» и «самым вороватым из людей».
Все источники рассказывают о конфликте Автолика с ещё одним хитрецом — коринфянином Сизифом. У последнего постоянно пропадал скот, и только благодаря специальным отметкам на копытах коров Сизиф нашёл пропажу у Автолика. Чтобы наказать вора, Сизиф изнасиловал его дочь Антиклею — по одной из версий мифа, с согласия Автолика. Кроме того, античные авторы рассказывают, что Автолик украл шлем у Аминтора, угнал коров с Эвбеи у царя Эхалии Еврита. Согласно Псевдо-Аполлодору, он научил Геракла искусству борьбы, в котором был очень силён, а позже принял участие в плавании аргонавтов в Колхиду. Впрочем, существует мнение, что здесь произошла путаница: к аргонавтам могли причислять другого Автолика, легендарного основателя Синопы.
Автолик был женат на Неэре, дочери Перея, либо на Амфитее. Супруга родила ему дочь Антиклею, сына Эсима и (по одной из версий) Полимеду, жену царя Иолка в Фессалии Эсона и мать Ясона. Эсим стал отцом Синона, который сыграл важную роль в истории с троянским конём. Антиклея же стала женой царя Итаки Лаэрта и матерью Одиссея — ещё одного знаменитого хитреца. Некоторые источники утверждают, что в действительности отцом Одиссея был Сизиф, и таким образом связывают между собой трёх мифологических героев, отличавшихся удивительным хитроумием. Автолик находился на Итаке, когда родился Одиссей; именно дед дал младенцу имя, происходящее, согласно Гомеру, от глагола odyssao — «гневаться», «ненавидеть» (Автолик был тогда рассержен на многих людей). Повзрослев, Одиссей навестил деда на горе Парнас и получил от него богатые подарки. Именно там Лаэртид был ранен в ногу во время охоты и после этого на всю жизнь сохранил рубец, сыгравший важную роль в сюжете «Одиссеи».

## Память об Автолике в историческую эпоху
Конфликт Автолика с Сизифом изображён на винной чаше, которую датируют III—I веками до н. э. Автолик стал заглавным героем сатировской драмы Еврипида. Он действует в романах Генри Лайона Олди «Герой должен быть один» и «Одиссей, сын Лаэрта», в сериалах «Удивительные странствия Геракла» и «Зена — королева воинов» (там Автолика играет Брюс Кэмпбелл).